# Musaranya del Zaire septentrional
La musaranya del Zaire septentrional (Crocidura caliginea) és una espècie de mamífer pertanyent a la família dels sorícids.
que viu a la República Democràtica del Congo. Viu en boscos primaris de terres baixes en un altiplà a 750 m d'altitud.